# Коле Пупацо (Фрозиноне)
Коле Пупацо је насеље у Италији у округу Фрозиноне, региону Лацио.
Према процени из 2011. у насељу је живело 171 становника. Насеље се налази на надморској висини од 268 м.